# Anderson (band)
Anderson is een Ridderkerkse alternatieve electroband van Bas van Nienes en Jeroen van der Werken, die beide dezelfde instrumenten bespelen: zang, gitaar en synthesizer.
Anderson heeft twee albums uitgebracht: We Radio Anderson en It Runs In The Family. In de Benelux staat de band onder contract bij Volkoren, in Japan bij het label This Time Records en in de VS bij Decoder Records. Anderson speelde meerdere malen op het Flevo Festival.

## Discografie

### Albums
- We Radio Anderson - 2005
- It Runs In The Family - 2008

### Compilatie
- Het Dagelijks Brood (Volkoren, 2004) - Bijdragen: "Radio One" en "The Day You Left"
- The Pet Series vol. 5 (Volkoren, 2006) - Bijdrage: "Mr. & Mrs Benson"